# Abrônio Silão
Abrônio Silão (Abronius Silo) foi um poeta latino que viveu na última parte da era augustana no século I a.C.. Silão é mencionado nos suasórios de Sêneca, o Velho. Sêneca escreveu que foi aluno do retórico Marco Pórcio Latro. Segundo Sêneca, ele plagiou um poema sobre a Ilíada de seu Latro. A linha plagiada dizia: 
Danai, magnum paeana canentes, ite triumphantes: belli mora concidit Hector
Traduzida para o português, esta citação diz: 
Avante, gregos, cantando um grande hino, vitoriosos: Heitor, o freio da guerra, caiu
Sêneca também escreveu que foi pai de outro poeta, também chamado Silão, que escreveu poesia destinada a pantomimas. O que Sêneca considerou um desperdício de seus talentos.